# Luciano Tomei
Luciano Tomei (Napoli, 7 maggio 1946) è un cantante, compositore e pianista italiano.

## Biografia
Personalità artistica poliedrica, inizia la sua carriera come cantante di musica leggera, guadagnando ben presto una discreta popolarità grazie alle sue innate doti vocali. Dopo i primi successi, però, il suo percorso devia verso la musica accademica mentre, ancora diversi decenni dopo, gli appassionati di musica leggera degli anni sessanta e di vintage, collezionano i suoi successi su vinile.

### Il cantante
Nel 1963 partecipa al Festival degli sconosciuti di Ariccia: non vince, ma riceve un premio come miglior cantautore).
Nel 1964 è tra i finalisti del Festival di Castrocaro. Grazie alla buona performance, registra per l'etichetta discografica Phonotype i primi 45 giri. Nel 1965 pubblica il suo primo 45 giri con i brani, Mi piaci come sei e Non possiamo più vederci, inoltre partecipa alla Ribalta per il Festival e alla Caravella di Successi di Bari.
Partecipa al Festival di Sanremo 1966 proponendo, in abbinamento con Luis Alberto del Paranà e Los Paraguayos, il brano Quando vado sulla riva, che viene eliminato dopo la prima doppia esecuzione.
Nello stesso anno è in gara al Festival di Napoli, raggiungendo la finale con Ma pecché!, interpretata in coppia con Iva Zanicchi.
Nel 1968 partecipa nuovamente al Festival di Napoli con la canzone di Vittorio e Manuel De Sica Dimme ca tuorne a me in abbinamento con Nunzio Gallo. Da qui le sue tracce, per gli appassionati del genere leggero, sembrano svanire.

### Il compositore
Successivamente, nell'esigenza di evolversi musicalmente e di approfondire il lato creativo della musica, intraprende lo studio della composizione classica con Bruno Mazzotta. L'intenso studio accademico fa sì che l'attività di cantante venga gradatamente e precocemente abbandonata, ultimando così gli studi e diplomandosi brillantemente in composizione presso il Conservatorio di Napoli.  Si distingue con un Konzerstück per pianoforte e orchestra eseguito nello stesso anno (1978?) presso l'auditorium del Conservatorio di Napoli.  Ottiene quindi una cattedra di composizione presso il conservatorio di Avellino, mettendo ben presto in luce una naturale propensione alla didattica.
Ha ricoperto fino al 2013 la cattedra di composizione presso il Conservatorio di Napoli.

### Il pianista
Parallelamente, aveva anche iniziato lo studio del pianoforte con Massimo Bertucci, diplomandosi quindi, pochi anni dopo, col massimo dei voti presso lo stesso conservatorio. Nonostante il brillante esame di diploma, la relativa tarda età del conseguimento e la caratura didattica del suo insegnante influiranno nella scelta di Tomei di optare per una carriera di didatta piuttosto che di concertista. Si evidenzia così il terzo aspetto della vita di Tomei, quello del pianista didatta. Alternando l'attività didattica pianistica a quella compositiva, Luciano Tomei coltiva una messe di pianisti e di musicisti con profonda dedizione. Suo figlio, Massimo, che intanto aveva calcato le orme paterne con lo studio del pianoforte, si forma con lui, diplomandosi presso il Conservatorio di San Pietro a Majella con il massimo dei voti, la lode e la menzione d'onore, risultando uno dei più interessanti giovani pianisti campani del primo decennio del XXI secolo.

## Alcune opere significative
- Konzerstück per pianoforte e orchestra
- Sonata per pianoforte

## Discografia

### 45 giri
- 1964: Clementine cherie/Un addio (Phonotype Record, PH 66; inciso come Luciano Tomei e i Lloyd's)
- 1964: Core e ammore/Interrogation Mark (KappaO, E 20017)
- 1965: Mi piaci come sei/Non possiamo più vederci (Edibi, EDB 11028)
- 1966: Quando vado sulla riva..!/Ora che sei vicina a me (Edibi, EDB 11031)
- 1966: Ma pecchè!/Ppe' chesta notte (Edibi, EDB 11033)
- 1966: Nun m'abbandunà/Non possiamo più vederci (Edibi, EDB 11035)
- 1967: Io credo che/Un amore senza fine (Edibi, EDB 11038)
- 1968: Serenata azzurra/Dimme ca tuorne a me (Edibi, EDB 11046)